# Europamästerskapet i volleyboll för damer 2023
Europamästerskapet 2023 i volleyboll för damer spelades 15 augusti till 3 september 2023 i Belgien,  Italien, Estland och Tyskland. Det var den 33:e upplagan av turneringen och totalt deltog 24 landslag från CEV:s medlemsförbund. Turkiet blev europamästare för första gången genom att besegra Serbien i finalen med 3-2 i set

## Kvalspel
Av de 24 lag som deltog i mästerskapet var 4 kvalificerade i egenskap av arrangörer och 8 kvalificerade genom att ha placerat sig bland de 8 bästa lagen vid Europamästerskapet i volleyboll för damer 2021 (arrangörerna borträknade). De övriga 12 lagen utsågs genom kvalspel. Totalt 24 lag gjorde upp om de 12 platserna genom gruppspel där 4 lag gjorde upp om två mästerskapsplatser per grupp.

## Arenor
|                                                           |                                                                 |                                                                 |
|                                                           |                                                                 |                                                                 |
| Palais 12 Stad: Bryssel Kapacitet: 15 000 Öppnad: 1989    | Topsporthal Vlaanderen Stad: Gent Kapacitet: 5 000 Öppnad: 2000 | PalaWanny Stad: Florens Kapacitet: 4 000 Öppnad: 2022           |
|                                                           |                                                                 |                                                                 |
| Arena di Monza Stad: Monza Kapacitet: 4 500 Öppnad: 2300  | PalaRuffini Stad: Turin Kapacitet: 4 446 Öppnad: 1961           | Arena di Verona Stad: Verona Kapacitet: 10 000 Öppnad: I secolo |
|                                                           |                                                                 |                                                                 |
| Saku Suurhall Stad: Tallinn Kapacitet: 7 200 Öppnad: 2001 | Castello Düsseldorf Stad: Düsseldorf Kapacitet: - Öppnad: 2005  |                                                                 |

## Regelverk

### Format
Tävlingen är uppdelad i två delar:
- En gruppspelsfas med fyra grupper om sex lag i varje. Alla lag möter varandra en gång. De fyra främsta lagen i varje grupp går vidare till cupspel.
- En cupfas (inklusive match om tredjepris) där alla möten avgörs genom en direkt avgörande match.

### Rankningskriterier
Om slutresultatet blev 3-0 eller 3-1 tilldelades 3 poäng till det vinnande laget och 0 till det förlorande laget, om slutresultatet blev 3-2 tilldelades 2 poäng till det vinnande laget och 1 till det förlorande laget. 
Rankningsordningen i serien definierades utifrån:
- Antal vunna matcher
- Poäng
- Kvot vunna / förlorade set
- Kvot vunna / förlorade poäng.
- Inbördes möte(n)

## Deltagande lag
| Lag                     | Kvalificerad som              | Deltog senast                                  |
| ----------------------- | ----------------------------- | ---------------------------------------------- |
| Azerbajdzjan            | 2:a kvalturneringen (grupp D) | Serbien, Kroatien, Rumänien och Bulgarien 2021 |
| Belgien                 | Värdland                      | Serbien, Kroatien, Rumänien och Bulgarien 2021 |
| Bosnien och Hercegovina | 1:a kvalturneringen (grupp F) | Serbien, Kroatien, Rumänien och Bulgarien 2021 |
| Bulgarien               | 9:a EM 2021                   | Serbien, Kroatien, Rumänien och Bulgarien 2021 |
| Kroatien                | 2:a kvalturneringen (grupp A) | Serbien, Kroatien, Rumänien och Bulgarien 2021 |
| Estland                 | Värdland                      | Turkiet, Polen, Ungern och Slovakien 2019      |
| Finland                 | 2:a kvalturneringen (grupp B) | Serbien, Kroatien, Rumänien och Bulgarien 2021 |
| Frankrike               | 7:a EM 2021                   | Serbien, Kroatien, Rumänien och Bulgarien 2021 |
| Tyskland                | Värdland                      | Serbien, Kroatien, Rumänien och Bulgarien 2021 |
| Grekland                | 2:a kvalturneringen (grupp F) | Serbien, Kroatien, Rumänien och Bulgarien 2021 |
| Italien                 | Värdland                      | Serbien, Kroatien, Rumänien och Bulgarien 2021 |
| Nederländerna           | 4:a EM 2021                   | Serbien, Kroatien, Rumänien och Bulgarien 2021 |
| Polen                   | 5:a EM 2021                   | Serbien, Kroatien, Rumänien och Bulgarien 2021 |
| Tjeckien                | 1:a kvalturneringen (grupp B) | Serbien, Kroatien, Rumänien och Bulgarien 2021 |
| Rumänien                | 1:a kvalturneringen (grupp A) | Serbien, Kroatien, Rumänien och Bulgarien 2021 |
| Serbien                 | 2:a EM 2021                   | Serbien, Kroatien, Rumänien och Bulgarien 2021 |
| Slovakien               | 1:a kvalturneringen (grupp E) | Serbien, Kroatien, Rumänien och Bulgarien 2021 |
| Slovenien               | 1:a kvalturneringen (grupp D) | Turkiet, Polen, Ungern och Slovakien 2019      |
| Spanien                 | 2:a kvalturneringen (grupp E) | Serbien, Kroatien, Rumänien och Bulgarien 2021 |
| Sverige                 | 8:a EM 2021                   | Serbien, Kroatien, Rumänien och Bulgarien 2021 |
| Schweiz                 | Bästa 3:a kvalturneringen     | Serbien, Kroatien, Rumänien och Bulgarien 2021 |
| Turkiet                 | 3:a EM 2021                   | Serbien, Kroatien, Rumänien och Bulgarien 2021 |
| Ukraina                 | 1:a kvalturneringen (grupp C) | Serbien, Kroatien, Rumänien och Bulgarien 2021 |
| Ungern                  | 2:a kvalturneringen (grupp C) | Serbien, Kroatien, Rumänien och Bulgarien 2021 |

## Turneringen

### Gruppspel
Grupperna vid mästerskapet lottades 16 november 2022 i Palazzo Reale, Neapel.
| Grupp A   | Grupp B                 | Grupp C      | Grupp D       |
| --------- | ----------------------- | ------------ | ------------- |
| Belgien   | Bosnien och Hercegovina | Azerbajdzjan | Estland       |
| Polen     | Bulgarien               | Tyskland     | Finland       |
| Serbien   | Kroatien                | Grekland     | Frankrike     |
| Slovenien | Italien                 | Tjeckien     | Nederländerna |
| Ukraina   | Rumänien                | Sverige      | Slovakien     |
| Ungern    | Schweiz                 | Turkiet      | Spanien       |

### Gruppspel – resultat

#### Grupp A

##### Resultat
| 17 augusti 2023 Topsporthal Vlaanderen, Gand Speltid: 1h:21 - Åskådare: 3 596 | Ungern    | 0 - 3 | Belgien   | 16-25, 15-25, 19-25        |
| 18 augusti 2023 Topsporthal Vlaanderen, Gand Speltid: 1h:11 - Åskådare: 207   | Serbien   | 3 - 0 | Ukraina   | 25-14, 25-19, 25-16        |
| 18 augusti 2023 Topsporthal Vlaanderen, Gand Speltid: 1h:16 - Åskådare: 853   | Slovenien | 0 - 3 | Polen     | 19-25, 14-25, 19-25        |
| 19 augusti 2023 Topsporthal Vlaanderen, Gand Speltid: 1h:22 - Åskådare: 2 400 | Ukraina   | 3 - 0 | Ungern    | 25-17, 26-24, 25-17        |
| 19 augusti 2023 Topsporthal Vlaanderen, Gand Speltid: 2h:13 - Åskådare: 4 293 | Slovenien | 1 - 3 | Belgien   | 18-25, 20-25, 25-21, 32-34 |
| 20 augusti 2023 Topsporthal Vlaanderen, Gand Speltid: 1h:09 - Åskådare: 356   | Serbien   | 3 - 0 | Slovenien | 25-20, 25-11, 25-15        |
| 20 augusti 2023 Topsporthal Vlaanderen, Gand Speltid: 1h:48 - Åskådare: 900   | Ungern    | 1 - 3 | Polen     | 22-25, 12-25, 25-21, 16-25 |
| 21 augusti 2023 Topsporthal Vlaanderen, Gand Speltid: 1h:39 - Åskådare: 1 706 | Polen     | 1 - 3 | Serbien   | 25-18, 13-25, 23-25, 18-25 |
| 21 augusti 2023 Topsporthal Vlaanderen, Gand Speltid: 1h:28 - Åskådare: 4 098 | Belgien   | 0 - 3 | Ukraina   | 18-25, 23-25, 23-25        |
| 22 augusti 2023 Topsporthal Vlaanderen, Gand Speltid: 1h:17 - Åskådare: 913   | Slovenien | 3 - 0 | Ungern    | 25-19, 25-18, 25-16        |
| 22 augusti 2023 Topsporthal Vlaanderen, Gand Speltid: 1h:34 - Åskådare: 4 534 | Belgien   | 0 - 3 | Polen     | 22-25, 23-25, 21-25        |
| 23 augusti 2023 Topsporthal Vlaanderen, Gand Speltid: 1h:56 - Åskådare: 200   | Ukraina   | 3 - 1 | Slovenien | 19-25, 25-23, 26-24, 25-17 |
| 23 augusti 2023 Topsporthal Vlaanderen, Gand Speltid: 1h:34 - Åskådare: 100   | Ungern    | 1 - 3 | Serbien   | 25-21, 12-25, 14-25, 15-25 |
| 24 augusti 2023 Topsporthal Vlaanderen, Gand Speltid: 1h:46 - Åskådare: 1 696 | Polen     | 3 - 1 | Ukraina   | 25-17, 22-25, 25-17, 25-17 |
| 24 augusti 2023 Topsporthal Vlaanderen, Gand Speltid: 1h:05 - Åskådare: 4 403 | Serbien   | 3 - 0 | Belgien   | 25-13, 25-13, 25-19        |

##### Sluttabell
| Pos. | Lag       | Pt | G | V | P | VS | FS | Kvot  | VP  | FP  | Kvot  |
| ---- | --------- | -- | - | - | - | -- | -- | ----- | --- | --- | ----- |
| 1.   | Serbien   | 15 | 5 | 5 | 0 | 15 | 2  | 7,500 | 414 | 285 | 1,452 |
| 2.   | Polen     | 12 | 5 | 4 | 1 | 13 | 5  | 2,600 | 422 | 362 | 1,165 |
| 3.   | Ukraina   | 9  | 5 | 3 | 2 | 10 | 7  | 1,428 | 371 | 383 | 0,968 |
| 4.   | Belgien   | 6  | 5 | 2 | 3 | 6  | 10 | 0,600 | 355 | 370 | 0,959 |
| 5.   | Slovenien | 3  | 5 | 1 | 4 | 5  | 12 | 0,416 | 357 | 403 | 0,885 |
| 6.   | Ungern    | 0  | 5 | 0 | 5 | 2  | 15 | 0,133 | 302 | 418 | 0,722 |

      Kvalificerade för åttondelsfinal.

#### Grupp B

##### Resultat
| 15 augusti 2023 Arena di Verona, Verona Speltid: 1h:19 - Åskådare: 8 810 | Italien                 | 3 - 0 | Rumänien                | 25–19, 25–19, 25–15               |
| 16 augusti 2023 Arena di Monza, Monza Speltid: 2h:03 - Åskådare: 753     | Schweiz                 | 2 - 3 | Bosnien och Hercegovina | 25-16, 15-25, 25-23, 17-25, 15-17 |
| 16 augusti 2023 Arena di Monza, Monza Speltid: 1h:54 - Åskådare: 744     | Bulgarien               | 3 - 1 | Kroatien                | 23-25, 25-23, 25-20, 25-18        |
| 17 augusti 2023 Arena di Monza, Monza Speltid: 1h:53 - Åskådare: 803     | Bosnien och Hercegovina | 1 - 3 | Bulgarien               | 20-25, 19-25, 25-19, 18-25        |
| 17 augusti 2023 Arena di Monza, Monza Speltid: 1h:55 - Åskådare: 875     | Rumänien                | 3 - 1 | Kroatien                | 25-22, 25-21, 23-25, 25-19        |
| 18 augusti 2023 Arena di Monza, Monza Speltid: 2h:08 - Åskådare: 3 900   | Bosnien och Hercegovina | 3 - 2 | Kroatien                | 19-25, 25-18, 20-25, 26-24, 15-6  |
| 18 augusti 2023 Arena di Monza, Monza Speltid: 1h:14 - Åskådare: 4 500   | Italien                 | 3 - 0 | Schweiz                 | 25-14, 25-19, 25-13               |
| 19 augusti 2023 Arena di Monza, Monza Speltid: 2h:09 - Åskådare: 3 600   | Rumänien                | 2 - 3 | Schweiz                 | 21-25, 25-18, 25-27, 25-19, 9-15  |
| 19 augusti 2023 Arena di Monza, Monza Speltid: 1h:13 - Åskådare: 4 210   | Bulgarien               | 0 - 3 | Italien                 | 16-25, 17-25, 13-25               |
| 21 augusti 2023 PalaRuffini, Torino Speltid: 2h:07 - Åskådare: 750       | Bosnien och Hercegovina | 2 - 3 | Rumänien                | 25-12, 24-26, 21-25, 25-21, 11-15 |
| 21 augusti 2023 PalaRuffini, Torino Speltid: 2h:02 - Åskådare: 1 380     | Kroatien                | 1 - 3 | Schweiz                 | 19-25, 25-16, 22-25, 24-26        |
| 22 augusti 2023 PalaRuffini, Torino Speltid: 2h:27 - Åskådare: 3 425     | Bulgarien               | 3 - 2 | Rumänien                | 26-24, 18-25, 25-17, 22-25, 15-12 |
| 22 augusti 2023 PalaRuffini, Torino Speltid: 1h:24 - Åskådare: 4 210     | Italien                 | 3 - 0 | Bosnien och Hercegovina | 25-21, 25-17, 25-19               |
| 23 augusti 2023 PalaRuffini, Torino Speltid: 1h:47 - Åskådare: 1 920     | Schweiz                 | 1 - 3 | Bulgarien               | 25-21, 23-25, 17-25, 13-25        |
| 23 augusti 2023 PalaRuffini, Torino Speltid: 1h:18 - Åskådare: 4 250     | Italien                 | 3 - 0 | Kroatien                | 25-23, 25-19, 25-17               |

##### Sluttabell
| Pos. | Lag                     | Pt | G | V | P | VS | FS | Kvot  | VP  | FP  | Kvot  |
| ---- | ----------------------- | -- | - | - | - | -- | -- | ----- | --- | --- | ----- |
| 1.   | Italien                 | 15 | 5 | 5 | 0 | 15 | 0  | MAX   | 375 | 261 | 1,436 |
| 2.   | Bulgarien               | 11 | 5 | 4 | 1 | 12 | 8  | 1,500 | 440 | 424 | 1,037 |
| 3.   | Rumänien                | 7  | 5 | 2 | 3 | 10 | 12 | 0,833 | 458 | 478 | 0,958 |
| 4.   | Schweiz                 | 6  | 5 | 2 | 3 | 9  | 12 | 0,750 | 417 | 472 | 0,883 |
| 5.   | Bosnien och Hercegovina | 5  | 5 | 2 | 3 | 9  | 13 | 0,692 | 456 | 463 | 0,984 |
| 6.   | Kroatien                | 1  | 5 | 0 | 5 | 5  | 15 | 0,333 | 420 | 468 | 0,897 |

      Kvalificerade för åttondelsfinal.

#### Grupp C

##### Resultat
| 17 augusti 2023 Castello Düsseldorf, Düsseldorf Speltid: 1h:28 - Åskådare: 1 256 | Grekland     | 0 - 3 | Tyskland     | 19-25, 21-25, 27-29               |
| 18 augusti 2023 Castello Düsseldorf, Düsseldorf Speltid: 1h:16 - Åskådare: 2 148 | Turkiet      | 3 - 0 | Sverige      | 25-22, 25-18, 25-13               |
| 18 augusti 2023 Castello Düsseldorf, Düsseldorf Speltid: 1h:13 - Åskådare: 1 150 | Azerbajdzjan | 3 - 0 | Tjeckien     | 25-21, 25-10, 25-15               |
| 19 augusti 2023 Castello Düsseldorf, Düsseldorf Speltid: 2h:03 - Åskådare: 2 546 | Sverige      | 1 - 3 | Grekland     | 23-25, 25-19, 25-27, 22-25        |
| 19 augusti 2023 Castello Düsseldorf, Düsseldorf Speltid: 1h:34 - Åskådare: 3 163 | Azerbajdzjan | 1 - 3 | Tyskland     | 13-25, 22-25, 25-12, 14-25        |
| 20 augusti 2023 Castello Düsseldorf, Düsseldorf Speltid: 1h:32 - Åskådare: 750   | Grekland     | 0 - 3 | Tjeckien     | 21-25, 22-25, 17-25               |
| 20 augusti 2023 Castello Düsseldorf, Düsseldorf Speltid: 1h:03 - Åskådare: 1 805 | Turkiet      | 3 - 0 | Azerbajdzjan | 25-13, 25-13, 25-13               |
| 21 augusti 2023 Castello Düsseldorf, Düsseldorf Speltid: 1h:52 - Åskådare: 1 570 | Tjeckien     | 1 - 3 | Turkiet      | 23-25, 20-25, 25-20, 17-25        |
| 21 augusti 2023 Castello Düsseldorf, Düsseldorf Speltid: 1h:42 - Åskådare: 2 850 | Tyskland     | 1 - 3 | Sverige      | 25-13, 16-25, 18-25, 18-25        |
| 22 augusti 2023 Castello Düsseldorf, Düsseldorf Speltid: 2h:08 - Åskådare: 1 020 | Azerbajdzjan | 3 - 2 | Grekland     | 22-25, 25-19, 27-29, 25-18, 15-12 |
| 22 augusti 2023 Castello Düsseldorf, Düsseldorf Speltid: 2h:24 - Åskådare: 1 670 | Tyskland     | 2 - 3 | Tjeckien     | 25-22, 25-23, 24-26, 20-25, 16-18 |
| 23 augusti 2023 Castello Düsseldorf, Düsseldorf Speltid: 1h:23 - Åskådare: 1 800 | Grekland     | 0 - 3 | Turkiet      | 24-26, 16-25, 26-28               |
| 23 augusti 2023 Castello Düsseldorf, Düsseldorf Speltid: 1h:47 - Åskådare: 2 270 | Sverige      | 3 - 1 | Azerbajdzjan | 25-17, 17-25, 25-21, 25-18        |
| 24 augusti 2023 Castello Düsseldorf, Düsseldorf Speltid: 1h:30 - Åskådare: 1 215 | Tjeckien     | 3 - 0 | Sverige      | 25-23, 25-20, 25-22               |
| 24 augusti 2023 Castello Düsseldorf, Düsseldorf Speltid: 1h:19 - Åskådare: 2 560 | Turkiet      | 3 - 0 | Tyskland     | 25-15, 25-20, 28-26               |

##### Sluttabell
| Pos. | Lag          | Pt | G | V | P | VS | FS | Kvot   | VP  | FP  | Kvot  |
| ---- | ------------ | -- | - | - | - | -- | -- | ------ | --- | --- | ----- |
| 1.   | Turkiet      | 15 | 5 | 5 | 0 | 15 | 1  | 15,000 | 402 | 304 | 1,322 |
| 2.   | Tjeckien     | 8  | 5 | 3 | 2 | 10 | 8  | 1,250  | 395 | 405 | 0,975 |
| 3.   | Tyskland     | 7  | 5 | 2 | 3 | 9  | 10 | 0,900  | 414 | 421 | 0,983 |
| 4.   | Sverige      | 6  | 5 | 2 | 3 | 7  | 11 | 0,636  | 393 | 404 | 0,972 |
| 5.   | Azerbajdzjan | 5  | 5 | 2 | 3 | 8  | 11 | 0,727  | 383 | 403 | 0,950 |
| 6.   | Grekland     | 4  | 5 | 1 | 4 | 5  | 13 | 0,384  | 392 | 442 | 0,886 |

      Kvalificerade för åttondelsfinal.

#### Grupp D

##### Resultat
| 16 augusti 2023 Saku Suurhall, Tallinn Speltid: 1h:15 - Åskådare: 1 991 | Estland       | 0 - 3 | Frankrike     | 8-25, 19-25, 21-25                |
| 17 augusti 2023 Saku Suurhall, Tallinn Speltid: 1h:22 - Åskådare: 472   | Finland       | 0 - 3 | Slovakien     | 20-25, 23-25, 16-25               |
| 17 augusti 2023 Saku Suurhall, Tallinn Speltid: 1h:26 - Åskådare: 250   | Nederländerna | 3 - 0 | Spanien       | 25-23, 25-19, 25-21               |
| 18 augusti 2023 Saku Suurhall, Tallinn Speltid: 1h:17 - Åskådare: 168   | Slovakien     | 0 - 3 | Nederländerna | 20-25, 19-25, 19-25               |
| 18 augusti 2023 Saku Suurhall, Tallinn Speltid: 2h:11 - Åskådare: 184   | Frankrike     | 3 - 2 | Spanien       | 22-25, 25-18, 23-25, 25-17, 15-10 |
| 19 augusti 2023 Saku Suurhall, Tallinn Speltid: 1h:24 - Åskådare: 692   | Slovakien     | 3 - 0 | Spanien       | 25-17, 26-24, 25-19               |
| 19 augusti 2023 Saku Suurhall, Tallinn Speltid: 2h:30 - Åskådare: 3 812 | Estland       | 2 - 3 | Finland       | 25-21, 20-25, 25-23, 20-25, 13-15 |
| 20 augusti 2023 Saku Suurhall, Tallinn Speltid: 1h:26 - Åskådare: 1 247 | Frankrike     | 3 - 0 | Finland       | 25-22, 25-22, 25-14               |
| 20 augusti 2023 Saku Suurhall, Tallinn Speltid: 1h:28 - Åskådare: 1 849 | Nederländerna | 3 - 0 | Estland       | 25-8, 27-25, 25-19                |
| 21 augusti 2023 Saku Suurhall, Tallinn Speltid: 1h:16 - Åskådare: 218   | Frankrike     | 3 - 0 | Slovakien     | 25-21, 25-19, 25-12               |
| 21 augusti 2023 Saku Suurhall, Tallinn Speltid: 2h:08 - Åskådare: 693   | Spanien       | 3 - 1 | Finland       | 25-17, 24-26, 26-24, 26-24        |
| 22 augusti 2023 Saku Suurhall, Tallinn Speltid: 2h:02 - Åskådare: 533   | Nederländerna | 3 - 1 | Frankrike     | 25-23, 27-25, 21-25, 26-24        |
| 22 augusti 2023 Saku Suurhall, Tallinn Speltid: 1h:54 - Åskådare: 2 579 | Estland       | 1 - 3 | Slovakien     | 26-24, 24-26, 9-25, 18-25         |
| 23 augusti 2023 Saku Suurhall, Tallinn Speltid: 1h:23 - Åskådare: 448   | Finland       | 0 - 3 | Nederländerna | 18-25, 21-25, 17-25               |
| 23 augusti 2023 Saku Suurhall, Tallinn Speltid: 1h:52 - Åskådare: 2 974 | Estland       | 1 - 3 | Spanien       | 25-16, 21-25, 20-25, 17-25        |

##### Sluttabell
| Pos. | Lag           | Pt | G | V | P | VS | FS | Kvot   | VP  | FP  | Kvot  |
| ---- | ------------- | -- | - | - | - | -- | -- | ------ | --- | --- | ----- |
| 1.   | Nederländerna | 15 | 5 | 5 | 0 | 15 | 1  | 15,000 | 401 | 326 | 1,230 |
| 2.   | Frankrike     | 11 | 5 | 4 | 1 | 13 | 5  | 2,600  | 432 | 352 | 1,227 |
| 3.   | Slovakien     | 9  | 5 | 3 | 2 | 9  | 7  | 1,285  | 361 | 346 | 1,043 |
| 4.   | Spanien       | 7  | 5 | 2 | 3 | 8  | 11 | 0,727  | 410 | 435 | 0,942 |
| 5.   | Finland       | 2  | 5 | 1 | 4 | 4  | 14 | 0,285  | 373 | 429 | 0,869 |
| 6.   | Estland       | 1  | 5 | 0 | 5 | 4  | 15 | 0,266  | 363 | 452 | 0,803 |

      Kvalificerade för åttondelsfinal.

### Slutspelsfasen
|  | Omgång 1 | Omgång 1      | Omgång 1 |  |  | Kvartsfinaler | Kvartsfinaler | Kvartsfinaler |         |   | Semifinaler | Semifinaler   | Semifinaler |         |   | Final               | Final               | Final               |  |
|  |          |               |          |  |  |               |               |               |         |   |             |               |             |         |   |                     |                     |                     |  |
|  | 1B       | Italien       | 3        |  |  |               |               |               |         |   |             |               |             |         |   |                     |                     |                     |  |
|  | 4D       | Spanien       | 0        |  |  | 1B            | Italien       | 3             |         |   |             |               |             |         |   |                     |                     |                     |  |
|  | 2D       | Frankrike     | 3        |  |  | 2D            | Frankrike     | 0             |         |   |             |               |             |         |   |                     |                     |                     |  |
|  | 3B       | Rumänien      | 1        |  |  |               |               |               |         |   | 1B          | Italien       | 2           |         |   |                     |                     |                     |  |
|  | 1C       | Turkiet       | 3        |  |  |               |               | 1C            | Turkiet | 3 |             |               |             |         |   |                     |                     |                     |  |
|  | 4A       | Belgien       | 1        |  |  | 1C            | Turkiet       | 3             |         |   |             |               |             |         |   |                     |                     |                     |  |
|  | 2A       | Polen         | 3        |  |  | 2A            | Polen         | 0             |         |   |             |               |             |         |   |                     |                     |                     |  |
|  | 3C       | Tyskland      | 0        |  |  |               |               |               |         |   | 1C          | Turkiet       | 3           |         |   |                     |                     |                     |  |
|  | 1D       | Nederländerna | 3        |  |  |               |               |               |         |   |             |               | 1A          | Serbien | 2 |                     |                     |                     |  |
|  | 4B       | Schweiz       | 0        |  |  | 1D            | Nederländerna | 3             |         |   |             |               |             |         |   |                     |                     |                     |  |
|  | 2B       | Bulgarien     | 3        |  |  | 2B            | Bulgarien     | 0             |         |   |             |               |             |         |   |                     |                     |                     |  |
|  | 3D       | Slovakien     | 2        |  |  |               |               |               |         |   | 1D          | Nederländerna | 1           |         |   | Match om tredjepris | Match om tredjepris | Match om tredjepris |  |
|  | 1A       | Serbien       | 3        |  |  |               |               | 1A            | Serbien | 3 |             |               |             |         |   |                     |                     |                     |  |
|  | 4C       | Sverige       | 0        |  |  | 1A            | Serbien       | 3             |         |   |             |               |             |         |   | 1B                  | Italien             | 0                   |  |
|  | 2C       | Tjeckien      | 3        |  |  | 2C            | Tjeckien      | 1             |         |   | 1D          | Nederländerna | 3           |         |   |                     |                     |                     |  |
|  | 3A       | Ukraina       | 2        |  |  |               |               |               |         |   |             |               |             |         |   |                     |                     |                     |  |

#### Åttondelsfinaler
| 26 augusti 2023 PalaWanny, Florens Speltid: 1h:19 - Åskådare: 3 800 | Frankrike     | 3 - 1 | Rumänien  | 25-23, 25-16, 21-25, 25-23        |
| 26 augusti 2023 PalaWanny, Florens Speltid: 1h:55 - Åskådare: 3 500 | Italien       | 3 - 0 | Spanien   | 25-23, 25-22, 25-19               |
| 27 augusti 2023 Palais 12, Bryssel Speltid: 1h:55 - Åskådare: 7 877 | Turkiet       | 3 - 1 | Belgien   | 25-22, 16-25, 25-15, 32-30        |
| 27 augusti 2023 PalaWanny, Florens Speltid: 1h:11 - Åskådare: 1 750 | Nederländerna | 3 - 0 | Schweiz   | 25-17, 25-19, 25-12               |
| 27 augusti 2023 Palais 12, Bryssel Speltid: 1h:26 - Åskådare: 3 554 | Polen         | 3 - 0 | Tyskland  | 25-22, 25-20, 26-24               |
| 27 augusti 2023 PalaWanny, Florens Speltid: 2h:07 - Åskådare: 2 050 | Bulgarien     | 3 - 2 | Slovakien | 16-25, 17-25, 25-19, 25-20, 15-9  |
| 28 augusti 2023 Palais 12, Bryssel Speltid: 1h:10 - Åskådare: 690   | Serbien       | 3 - 0 | Sverige   | 25-17, 25-13, 25-16               |
| 28 augusti 2023 Palais 12, Bryssel Speltid: 2h:18 - Åskådare: 361   | Tjeckien      | 3 - 2 | Ukraina   | 25-22, 25-22, 20-25, 10-25, 15-12 |

#### Kvartsfinaler
| 29 augusti 2023 PalaWanny, Florens Speltid: 1h:10 - Åskådare: 3 000 | Nederländerna | 3 - 0 | Bulgarien | 25-11, 25-13, 25-19        |
| 29 augusti 2023 PalaWanny, Florens Speltid: 1h:21 - Åskådare: 4 000 | Italien       | 3 - 0 | Frankrike | 25-14, 29-27, 25-13        |
| 30 augusti 2023 Palais 12, Bryssel Speltid: 1h:24 - Åskådare: 7 562 | Turkiet       | 3 - 0 | Polen     | 25-23, 25-22, 25-18        |
| 30 augusti 2023 Palais 12, Bryssel Speltid: 1h:38 - Åskådare: 2 923 | Serbien       | 3 - 1 | Tjeckien  | 24-26, 25-17, 25-11, 25-14 |

#### Semifinaler
| 1º september 2023 Palais 12, Bryssel Speltid: 2h:05 - Åskådare: 8 011 | Turkiet | 3 - 2 | Italien       | 18-25, 25-23, 15-25, 25-22, 15-6 |
| 1º september 2023 Palais 12, Bryssel Speltid: 1h:52 - Åskådare: 6 593 | Serbien | 3 - 1 | Nederländerna | 25-21, 15-25, 25-22, 25-21       |

#### Match om tredjepris
| 3 september 2023 Palais 12, Bryssel Speltid: 1h:39 - Åskådare: 7 237 | Nederländerna | 3 - 0 | Italien | 25-23, 28-26, 25-20 |

#### Final
| 3 september 2023 Palais 12, Bryssel Speltid: 2h:21 - Åskådare: 10 688 | Serbien | 2 - 3 | Turkiet | 27-25, 21-25, 25-22, 22-25, 13-15 |

## Slutplaceringar
| Pos | Lag                     | Kvalificerat för |
| --- | ----------------------- | ---------------- |
|     | Turkiet                 | VM 2025.         |
|     | Serbien                 |                  |
|     | Nederländerna           |                  |
| 4.  | Italien                 |                  |
| 5.  | Polen                   |                  |
| 6.  | Frankrike               |                  |
| 7.  | Bulgarien               |                  |
| 8.  | Tjeckien                |                  |
| 9.  | Ukraina                 |                  |
| 10. | Slovakien               |                  |
| 11. | Rumänien                |                  |
| 12. | Tyskland                |                  |
| 13. | Spanien                 |                  |
| 14. | Schweiz                 |                  |
| 15. | Belgien                 |                  |
| 16. | Sverige                 |                  |
| 17. | Azerbajdzjan            |                  |
| 18. | Bosnien och Hercegovina |                  |
| 19. | Grekland                |                  |
| 20. | Slovenien               |                  |
| 21. | Finland                 |                  |
| 22. | Kroatien                |                  |
| 23. | Estland                 |                  |
| 24. | Ungern                  |                  |

## Statistik
| Vunna poäng | Vunna poäng             | Vunna poäng | Vunna poäng   |
| Pos.        | Namn                    | Poäng       | Lag           |
| ----------- | ----------------------- | ----------- | ------------- |
| 1           | Tijana Bošković         | 229         | Serbien       |
| 2           | Melissa Vargas          | 201         | Turkiet       |
| 3           | Isabelle Haak           | 151         | Sverige       |
| 4           | Magdalena Stysiak       | 137         | Polen         |
| 5           | Radostina Marinova      | 124         | Bulgarien     |
| 5           | Ebrar Karakurt          | 124         | Turkiet       |
| 7           | Lucille Gicquel         | 114         | Frankrike     |
| 8           | Adelina Budăi-Ungureanu | 112         | Rumänien      |
| 9           | Nika Daalderop          | 110         | Nederländerna |
| 9           | Elizabet Inneh-Varga    | 110         | Rumänien      |

| Vunna attacker | Vunna attacker          | Vunna attacker | Vunna attacker |
| Pos.           | Namn                    | Poäng          | Lag            |
| -------------- | ----------------------- | -------------- | -------------- |
| 1              | Tijana Bošković         | 199            | Serbien        |
| 2              | Melissa Vargas          | 176            | Turkiet        |
| 3              | Isabelle Haak           | 127            | Sverige        |
| 4              | Magdalena Stysiak       | 122            | Polen          |
| 5              | Radostina Marinova      | 113            | Bulgarien      |
| 6              | Elizabet Inneh-Varga    | 102            | Rumänien       |
| 7              | Ebrar Karakurt          | 101            | Turkiet        |
| 8              | Adelina Budăi-Ungureanu | 99             | Rumänien       |
| 9              | Nika Daalderop          | 89             | Nederländerna  |
| 9              | Maja Storck             | 89             | Schweiz        |

| Vunna block | Vunna block          | Vunna block | Vunna block   |
| Pos.        | Namn                 | Poäng       | Lag           |
| ----------- | -------------------- | ----------- | ------------- |
| 1           | Amandha Sylves       | 29          | Frankrike     |
| 2           | Agnieszka Kąkolewska | 22          | Polen         |
| 3           | Zehra Güneş          | 21          | Turkiet       |
| 3           | Eda Erdem            | 21          | Turkiet       |
| 5           | Marlies Janssens     | 20          | Belgien       |
| 6           | Božana Butigan       | 19          | Kroatien      |
| 7           | Indy Baijens         | 18          | Nederländerna |
| 8           | Maja Aleksić         | 17          | Serbien       |
| 8           | Petja Barakova       | 17          | Bulgarien     |
| 10          | Eszter Pekárik       | 16          | Ungern        |
| 10          | Ekaterina Antropova  | 16          | Italien       |
| 10          | Juliët Lohuis        | 16          | Nederländerna |
| 10          | Mira Todorova        | 16          | Bulgarien     |

| Serveess | Serveess            | Serveess | Serveess      |
| Pos.     | Namn                | Poäng    | Lag           |
| -------- | ------------------- | -------- | ------------- |
| 1        | Melissa Vargas      | 19       | Turkiet       |
| 2        | Ekaterina Antropova | 18       | Italien       |
| 3        | Isabelle Haak       | 17       | Sverige       |
| 4        | Lucille Gicquel     | 15       | Frankrike     |
| 4        | Tijana Bošković     | 15       | Serbien       |
| 6        | Ebrar Karakurt      | 13       | Turkiet       |
| 7        | Lucía Varela        | 12       | Spanien       |
| 7        | Marina Lubian       | 12       | Italien       |
| 9        | Christina Bauer     | 11       | Frankrike     |
| 9        | Juliët Lohuis       | 11       | Nederländerna |
| 9        | Iarina Axinte       | 11       | Rumänien      |